# Шяуляйский городской стадион
Шяуляйский городской стадион (лит. Šiaulių miesto stadionas, лит. Šiaulių savivaldybės stadionas) — многофункциональный стадион, расположенный в литовском Шяуляе. Открыт в 1962 году, используется для проведения футбольных и регбийных матчей. Вмещает до 4000 зрителей, имеет северную и южную трибуны.
Арена оборудована электронным табло, трибуной с крышей и зоной для инвалидов.

## Домашние клубы и турниры
Шяуляйский муниципальный стадион — домашняя арена клубов «ФА Шяуляй», «Академия футбола (Шяуляй)», а также женского футбольного клуба «Гинтра». Некоторые матчи здесь проводила национальная сборная по регби. Стадион обладает категорией II по классификации стадионов УЕФА.
На стадионе был проведён финал Кубка Литвы по футболу 2014/2015, а также были проведены матчи юниорского женского чемпионата Европы по футболу.